# 沙坡头区
沙坡頭區是中华人民共和国寧夏回族自治區中衛市下轄的一個市辖區，位于中卫市西北部，面积5380平方公里。
沙坡头区自2003年批复设立以来，一直不设政府、党委，而由管委会、党工委负责组织运作。直至2016年8月19日，中卫市沙坡头区正式挂牌，标志着该区以市辖区行政建制模式独立运行。

## 行政区划
沙坡头区下辖10个镇、1个乡：
滨河镇、文昌镇、东园镇、柔远镇、镇罗镇、宣和镇、永康镇、常乐镇、迎水桥镇、兴仁镇、香山乡、中卫山羊选育场和中卫工业园区。

## 人口民族
根据(中国)宁夏回族自治区第七次全国人口普查公报显示：沙坡头区常住人口为399796人，男性占比51.37%，女性占比48.63%，年龄结构中0-14岁占比18.51%，15-59岁占比66.51%，60岁以上占比14.98%，65岁以上占比10.52%。
2009年末，总人口40.33万人。

## 社会经济
2024年，地区生产总值294.03亿元，一般公共预算收入4.64亿元。